# Selfie (album)

Immagine contenuta all'interno dell'album.

Cover del booklet allegato all'album.

Selfie è il 72º album studio della cantante italiana Mina, pubblicato il 10 giugno 2014 per l'etichetta discografica PDU. L'album è stato distribuito anche su vinile a partire dal 17 giugno.

## Descrizione
Le tredici canzoni che compongono Selfie – scelte da Mina in assoluta libertà tra le tante proposte che le sono giunte nel tempo – «alternano atmosfere jazzistiche e sofisticate escursioni bossa a melodie italiane» e sono quasi tutte «ritratti di donna in prima persona – autoritratti, meglio, scattati utilizzando come smartphone quelli gentilmente forniti dagli autori delle canzoni incluse nel disco». Buona parte di essi, hanno già lavorato con o per lei. Mario Capuano, autore di Perdimi, aveva scritto Un colpo al cuore nel 1968, un pezzo che è diventato un evergreen della Tigre e che fu inserito in Canzonissima '68. Don Backy, che regala alla cantante la canzone di chiusura Fine, aveva già scritto per Mina nel 1976 (Nuda e Sognando per l'album Singolare), così come Claudio Sanfilippo – qui con La palla è rotonda, brano scelto dalla RAI come sigla ufficiale per le sue trasmissioni sul Campionato mondiale di calcio 2014 – aveva scritto Stile libero nel 1993 (Lochness). Tra gli altri nomi conosciuti, si ritrova la coppia formata da Fabrizio Berlincioni e Mauro Culotta (Aspettando l'alba) e Maurizio Morante (autore dei testi per Oui c'est la vie e per Io non sono lei, che vede il debutto assoluto di Ugo Bongianni come compositore). La parte del leone dell'album la fanno comunque Gianni Bindi e Matteo Mancini (già presenti nella discografia della Tigre negli album Facile e Piccolino) che scrivono per Mina Il pelo nell'uovo, Il giocattolo e Troppa luce. Debuttanti assoluti di questo disco sono Federico Spagnoli, con la traccia d'apertura Questa donna insopportabile, e Gianni Leuci che ha firmato Alla fermata. Conclude la lista degli autori, il sempre fedele Samuele Cerri, che ha scritto i testi per due brani, La sola ballerina che tu avrai – musicato dal nipote delle cantante, Axel Pani, autore anche di Oui, c'est la vie – e Mai visti due, scritto in coppia con un altro aficionado della Tigre, Franco Serafini. Gli arrangiamenti sono stati curati soprattutto da Massimiliano Pani e Ugo Bongianni.
Il disco è stato presentato ufficialmente il 3 giugno 2014, attraverso lo store iTunes, nel quale è stato reso pre-ordinabile in anticipo. Sempre grazie ad iTunes è stato possibile conoscere il titolo, la copertina dell'album, la tracklist e anche ascoltare 90 secondi di anteprima di tutte le tredici canzoni dell'LP.
Per promuovere il pre ordine, nello stesso giorno, sono stati resi disponibili per l'acquisto immediato sia La palla è rotonda, sia altri due brani del disco, Troppa luce e Oui, c'est la vie.
L'annuncio del nuovo album della tigre di Cremona ha ricevuto un gran interesse, tanto che il disco ha raggiunto in poche ore dall'annuncio la 3ª posizione degli album più venduti su iTunes Italia.
Una volta pubblicato ufficialmente l'album su iTunes, il successo è stato ancora più eclatante: il disco ha raggiunto ben presto la 2ª posizione degli album più venduti su iTunes Italia.
Anche all'estero, nonostante nessuna promozione mediatica, ha riscosso un curioso successo: su iTunes della Spagna ha raggiunto la 36ª posizione, la 30° a Cipro, in Svizzera la 76°, in Francia il 227º posto, nei Paesi Bassi il 221° e in Messico il 241°.
Curiosamente la canzone Questa donna insopportabile è giunta fino al 5º posto su iTunes in Azerbaijan.
È il primo album senza Gianni Ferrio.

## Tracce
1. Questa donna insopportabile – 5:11 (Federico Spagnoli)
2. Io non sono lei – 3:39 (testo: Maurizio Morante – musica: Ugo Bongianni, Massimiliano Pani)
3. La sola ballerina che tu avrai – 3:50 (testo: Samuele Cerri – musica: Mattia Gysi, Axel Pani)
4. Il pelo nell'uovo – 4:00 (Gianni Bindi, Matteo Mancini)
5. Alla fermata – 4:15 (Gianni Leuci)
6. Perdimi – 4:44 (Mario Capuano)
7. Il giocattolo – 4:16 (Gianni Bindi, Matteo Mancini)
8. Mai visti due – 4:17 (testo: Samuele Cerri – musica: Franco Serafini)
9. Troppa luce – 3:50 (Gianni Bindi, Matteo Mancini)
10. La palla è rotonda – 2:54 (testo: Maurizio Catalani, Claudio Sanfilippo – musica: Claudio Sanfilippo)
11. Oui c'est la vie – 4:30 (testo: Maurizio Morante – musica: Axel Pani)
12. Aspettando l'alba – 4:32 (testo: Fabrizio Berlincioni – musica: Mauro Culotta)
13. Fine – 4:26 (Don Backy)

## Produzione
La produzione del disco è iniziata nei primi mesi del 2013 negli studi di registrazione GSU di Lugano. Grazie al sito web di Mina possiamo sapere con certezza che il 24 marzo Massimiliano Pani, Luca Meneghello e Ugo Bongianni erano insieme nello studio di registrazione per creare le prime melodie e canzoni dell'album.

## Formato
L'album è disponibile in formato compact disc e in vinile. La versione vinile è in vendita dal 17 giugno 2014.

## Curiosità
- Il 5 giugno 2013, Mina ha voluto contribuire alle serata di beneficenza dell'organizzazione onlus Plan Italia, trasmessa su La7, regalando un brano inedito chiamato Itaca. Come venne annunciato nella pagina Facebook ufficiale di Mina, la canzone sarebbe stata inclusa nell'album Selfie, ma successivamente il brano è stato escluso dal progetto finale. Così Itaca, a quanto pare, rimarrà un singolo a sé, disponibile in streaming unicamente su Spotify.[7]
- La copertina dell'album mostra un macaco giapponese che spunta fuori dal mare. L'immagine è stata realizzata dal fotografo John Cornell ed è stata acquistata dall'agenzia All Posters. Questa non è la prima volta che Mina utilizza l'immagine di una scimmia come copertina per un suo disco, in effetti venne utilizzata già nel 1971, nell'album omonimo Mina, che contiene i brani storici Grande Grande Grande e Amor Mio.
- Il titolo originale della canzone La palla è rotonda era Futbol Bassa e venne creata da Claudio Sanfilippo nel 1993 per l'amico Giovanni Bedeschi, che stava lavorando al suo primo lungometraggio. Successivamente il film non venne più realizzato e questa canzone rimase nel materiale privato dell'autore. Nel 2012 Sanfilippo, riascoltando delle sue vecchie canzoni mai pubblicate, riscopri questa canzone che aveva quasi dimenticato, decise così di modificarla aggiungendo un ritornello, del quale era priva, giungendo così a intitolarla La palla è rotonda. Una volta registrata una versione del brano, la inviò a Massimiliano Pani e dopo qualche giorno Mina gli annunciò che avrebbe pubblicato la canzone nel suo nuovo album. La versione iniziale della canzone era in versione jazz-bassa, più lenta rispetto a quella che oggi conosciamo, ed era composta da un trio jazz (Rea, Moriconi, Golino) e una sezione di fiati. La registrazione di questa prima versione risale alla primavera 2013. Quando venne terminata la canzone, Massimiliano Pani la fece ascoltare a Mauro Mazza, direttore di Rai Sport, che con molto entusiasmo decise di usarla come tema musicale del Campionato mondiale di calcio 2014, però bisognava velocizzarla, renderla più adatta per una sigla TV. Così venne creata una nuova versione, in stile samba, che è quella contenuta nell'album Selfie.[8]
- La pubblicazione dell'album doveva avvenire negli ultimi mesi del 2013, però fu posticipata a giugno 2014, proprio in occasione del Mondiale 2014, in modo tale da far coincidere la pubblicazione del primo singolo La palla è rotonda con l'inizio del campionato mondiale di calcio.
- La canzone Questa donna insopportabile venne scritta da Federico Spagnoli nel 2010/2011.
- I brani Troppa luce e Aspettando l'alba sono stati registrati nel 2010.

## Formazione
- Mina – voce
- Luca Meneghello – chitarra, basso
- Lorenzo Poli – basso
- Lele Melotti – batteria
- Giorgio Cocilovo – chitarra
- Faso – basso
- Diego Corradin – batteria
- Marco Tafelli – chitarra
- Ugo Bongianni – tastiera, programmazione, pianoforte, Fender Rhodes
- Franco Serafini – chitarra, programmazione, tastiera
- Alfredo Golino – batteria
- Giorgio Secco – chitarra
- Andrea Cozzani – basso
- Alessandro Gallo – chitarra
- Danilo Rea – pianoforte, organo Hammond, Fender Rhodes
- Massimo Moriconi – contrabbasso
- Emilio Soana – tromba
- Pippo Colucci – tromba
- Angelo Rolando – trombone
- Mauro Parodi – trombone
- Gabriele Comeglio – sax, flauto
- Antonio Galbiati, Stefania Martin, Massimiliano Pani, Milena Pani, Giulia Fasolino, Moreno Ferrara – cori

## Classifica
| Posizione | 5 | 9 | 12 | 22 | 22 | 33 | 34 | 45 | - | - | - |